# Little Princess
För andra betydelser, se Lilla prinsessan (olika betydelser).

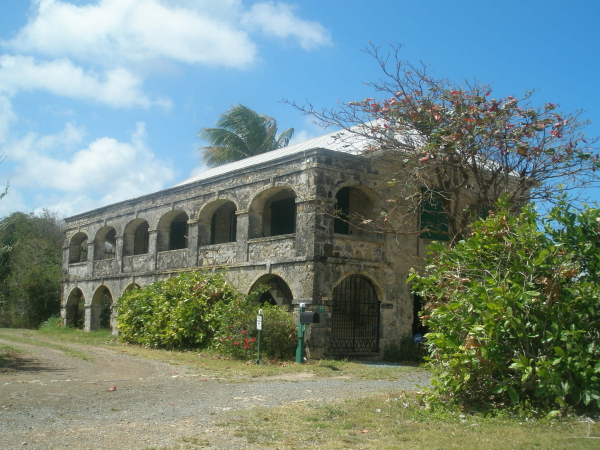
Sjukhusbyggnad på Little Princess.

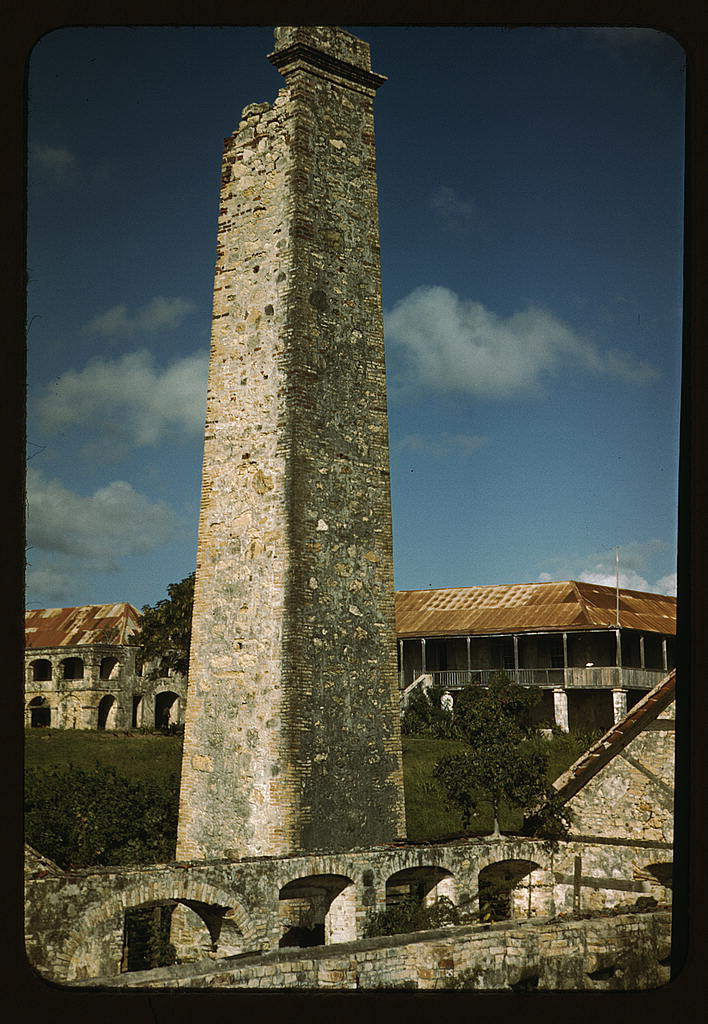
Ruinen av skorstenen till en sockerkvarn på Little Princess.

Little Princess är en historisk sockerplantage belägen nordväst om Christiansted på ön Saint Croix, en av Amerikanska jungfruöarna. Plantagens första ägare var Frederik von Moth år 1738 och omfattar idag 24 tunnland (knappt 10 hektar) av de 200 tunnland (cirka 80 hektar) som den ursprungligen bestod av. Plantagen är med på amerikanska National Register of Historic Places sedan 1980. Sedan 2011 har den ägts av The Nature Conservancy och fungerar som huvudkontor för programmet för östra Karibien/Jungfruöarna. Plantagen har gjorts om till ett naturreservat och där arrangeras vandringar med fokus på platsens historia. 
Det finns ett antal byggnader på plantagen, bland annat huvudbyggnaden från 1800-talet och det gamla danska sjukhuset, som båda delvis restaurerats. Därutöver finns ett rad antal ruiner från perioden, från när det bedrevs socker- och romproduktion på platsen.